# 察尔其镇
察尔其镇，是中华人民共和国新疆维吾尔自治区阿克苏地区拜城县下辖的一个乡镇级行政单位。

## 行政区划
察尔其镇下辖以下地区：
恰克其村、喀依库拉克村、阿热硝尔村、察尔齐巴扎村、前进村、博孜村、阿勒台拱拜孜村、伊力克其村、阿克拱拜孜村、阿克布隆村、吾斯塘布依村、全民连队村、农场煤矿村和农场牧场村。